# Maksym Feščuk
Maksym Ihorovyč Feščuk (in ucraino  Максим Ігорович Фещук?; Brody, 25 novembre 1985) è un calciatore ucraino, attaccante del Feniks.

## Carriera

### Nazionale
Ha partecipato ai Mondiali Under-20 del 2005 ed agli Europei Under-21 del 2006.